# I Hate Suzie
I Hate Suzie é uma série de televisão britânica de comédia de humor negro criada por Lucy Prebble e Billie Piper. A série foi produzido por Bad Wolf em associação com Sky Studios, com Prebble atuando como showrunner. Todos os episódios foram escritos por Prebble e a maioria dirigida por Georgi Banks-Davies.
A série marca a terceira colaboração entre Prebble e Piper, que já trabalharam juntas em Secret Diary of a Call Girl (2007–11) e The Effect (2012). I Hate Suzie segue a vida da atriz Suzie Pickles (Piper), cuja vida é lançada em turbulência quando seu telefone é hackeado e fotos comprometedoras dela vazam. Cada episódio é focado em "um dos oito estágios do trauma" que Suzie vivencia, uma visão dos cinco estágios do luto.
I Hate Suzie estreou na Sky Atlantic e no serviço de streaming NOW em 27 de agosto de 2020. A série fez sua estreia nos Estados Unidos na HBO Max em 19 de novembro. Recebeu aclamação da crítica de televisão por sua escrita, direção e desempenho de Piper. A série foi reconhecida por várias publicações e por Conor Molloy como um dos melhores programas de televisão do ano. Em 19 de fevereiro de 2021, a série foi renovada para uma segunda temporada.

## Premissa
Suzie Pickles (Billie Piper) é uma ex-estrela pop adolescente e atriz de televisão. Depois que seu telefone é hackeado e fotos comprometedoras dela vazam, Suzie luta para manter seu casamento com Cob (Daniel Ings) junto e proteger seu filho Frank (Matthew Jordan-Caws). Enquanto isso, Naomi (Leila Farzad), empresária e amiga de Suzie, tenta manter sua carreira à tona.

## Elenco e personagens
- Billie Piper como Suzie Pickles
- Leila Farzad como Naomi Jones
- Daniel Ings como Cob Betterton
- Nathaniel Martello-White como Carter Vaughan
- Matthew Jordan-Caws como Frank

## Transmissão
I Hate Suzie estreou na Sky Atlantic em 27 de agosto de 2020, com todos os episódios disponíveis para assistir no serviço de streaming NOW da Sky nesse mesmo dia. No dia seguinte, a série foi disponibilizado na Austrália no serviço de streaming Stan. Em outubro de 2020, a série foi adquirido para o público americano pela HBO Max. A série estreou na televisão americana na HBO Max em 19 de novembro. Na América Latina, a série estreou em 7 de novembro de 2020 na Warner TV. Em 9 de setembro de 2021, a série foi disponibilizado no Brasil no serviço de streaming Globoplay.